# Három ember egy csónakban (regény)
A Három ember egy csónakban (Three Men in a Boat) Jerome K. Jerome humoros regénye.

## Történet
A történet azzal kezdődik, hogy az író bemutatja George-ot, Harrist, Jerome-ot, (akit mindig csak "J."-nek emleget) és Jerome kutyáját, akit Montmorency-nek hívnak.
A három férfi J. szobájában töltenek egy estét, dohányoznak, és olyan betegségekről beszélnek, amelyekről azt gondolják, hogy mindegyiktől szenvednek. Arra a következtetésre jutnak, hogy mindannyian túlhajszoltságtól szenvednek, és nyaralásra van szükségük. Vidéki tartózkodás, vagy a tengeri kirándulás is szóba jöhet. A vidéki tartózkodást elutasítják, mert Harris azt állítja, hogy unalmas lenne. A tengeri kirándulás, miután J. leírja a sógora és egy barátja korábbi tengeri utak során szerzett rossz tapasztalatait, szinten kiesik. Végül hárman úgy döntenek, hogy csónakázni fognak a Temzén, annak ellenére, hogy J.-nek több anekdotája van sátoros és kempinges balesetekről.
A Három ember egy csónakban című nagysikerű angol regényben könnyed üdeséggel történnek meg az egyre mulatságosabb sztorik, groteszk kalandok. Jerome K. Jerome könnyed elszórakoztató szerző, hátsó gondolatok nélkül mosolyogtat, megnevettet meg. Olykor nosztalgiát kelt a „régi szép idők” iránt, a régmúlt, igaz-se-volt világ után.
A regény három rokonszenves hőse, meg a kutya (Montmorency), egy túrát csinálnak végig a Temzén.
A könyv ennek a kirándulásnak a története, humoros meditációkkal, anekdotákkal dúsítva.
E regény nélkül a Luxustutajon c. szovjet film sem jöhetett volna létre.

## Film

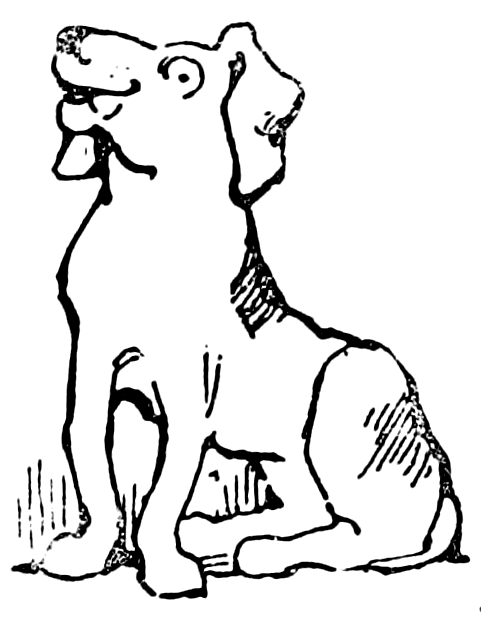
Arthur Frederics illusztrációja az első kiadásban (1889)

- 1920: Three Men in a Boat, brit némafilm
- 1933: Three Men in a Boat, brit film (William Austin, Edmund Breon, Billy Milton)
- 1956: Három ember egy csónakban (Three Men in a Boat), brit film (David Tomlinson, Jimmy Edwards, Laurence Harvey, rendező Ken Annakin)
- 1961: Three Men in a Boat, német film
- 1975: Három ember egy csónakban (Three Men in a Boat), (Tim Curry, Michael Palin, Stephen Moore, rendező Stephen Frears)
- 1979: Three Men in a Boat, szovjet tévéfilm: Трое в лодке; не считая собаки (Andrej Mironov, Alekszandr Sirvindt, Mihail Gyerzsavin)
  - 2006: A könyvet Clive Francis adaptálta színházi előadás számára